# Emilinha Borba

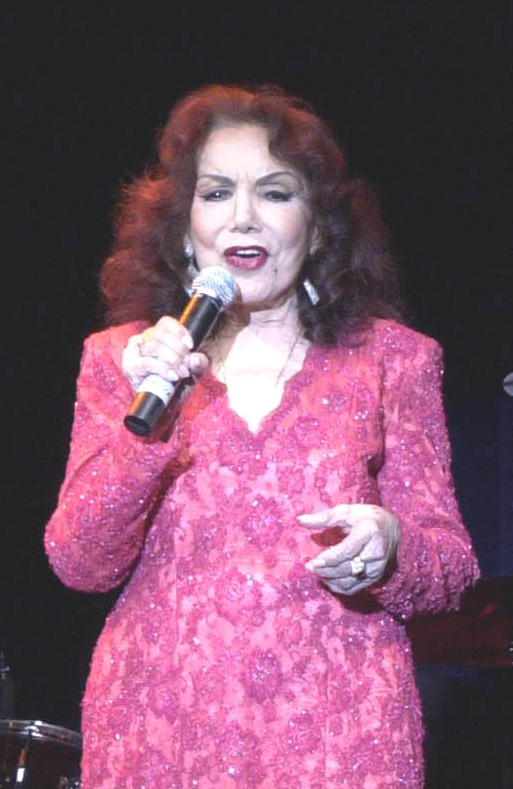
Emilinha Borba (2004)

Emilinha Borba (anhörenⓘ; * 31. August 1923 in Rio de Janeiro; † 3. Oktober 2005 ebenda) war eine brasilianische Sängerin und Schauspielerin. Sie wurde 1953 die „Königin des Radios“ in Brasilien und eine der populärsten Sängerinnen der brasilianischen Musik.

## Wichtige Aufnahmen
- A Minha a Sua a Nossa Favorita, Brazil 2003
- Se Queres Saber, Brazil 2004